# 長峰
78°44′S 83°54′W / 78.733°S 83.900°W

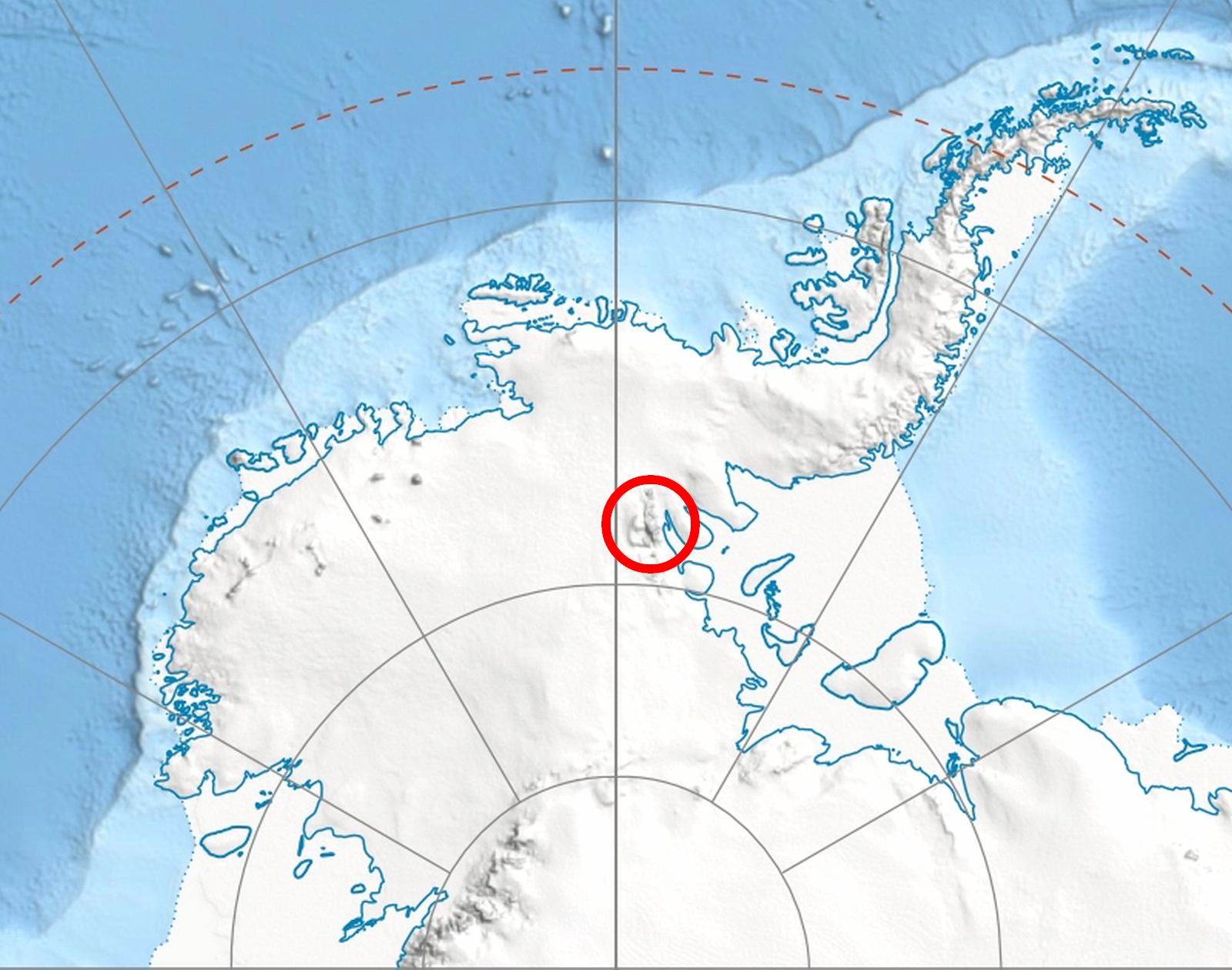

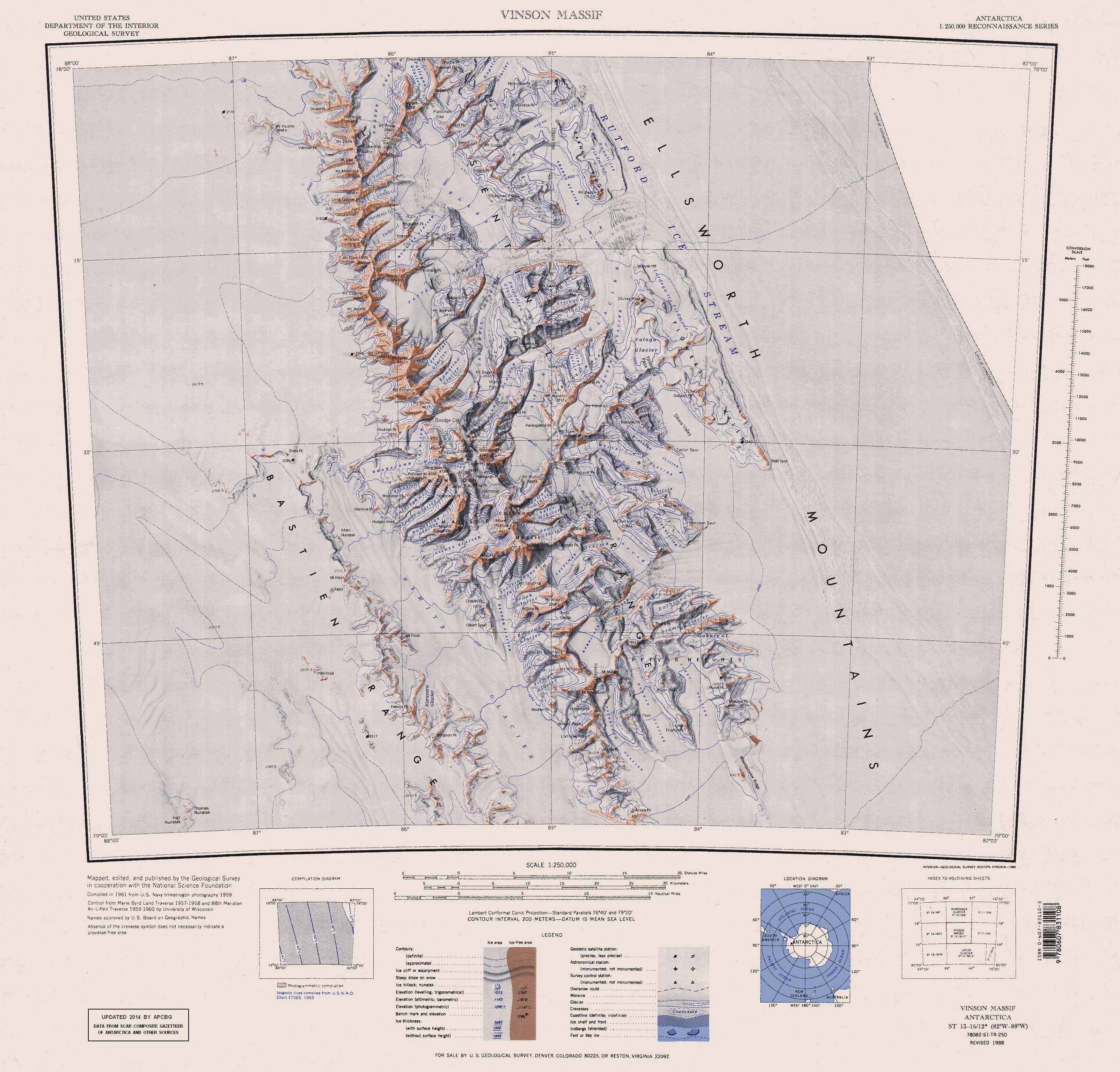

長峰是南極洲的山峰，位於埃爾斯沃思地，屬於埃爾斯沃思山脈中森蒂納爾嶺的一部分，海拔高度1,200米，處於蘭多爾特山東北面13公里，美國地質調查局根據測量和該國海軍的空中照片繪入地圖。

## 外部連結
- SCAR Composite Antarctic Gazetteer（页面存档备份，存于）.